# Symphlebia alinda
Symphlebia alinda là một loài bướm đêm thuộc phân họ Arctiinae, họ Erebidae.